# De Facto
De Facto – zespół tworzący od roku 1998 do roku 2003. Gatunkowo trudny do określenia, styl to generalnie dub, muzyka elektroniczna z wpływami muzyki latynoskiej.
Zespół założono w El Paso, jednak w 2000 roku członkowie przenieśli się do Kalifornii. Zespół De Facto wydał dwa albumy studyjne pt. ¡Megaton Shotblast! oraz Légende du Scorpion à Quatre Queues. Oba wydawnictwa ukazały się w 2001 roku. Na krótko przed wydaniem pierwszej płyty, w rok po wydaniu EP "Tremulant" Jeremy Michael Ward zmarł po przedawkowaniu narkotyków. Grupa De Facto przestała nagrywać w 2003 roku, aby realizować inny projekt The Mars Volta.

## Członkowie
- Cedric Bixler-Zavala – perkusja, instrumenty perkusyjne, sporadycznie wokal (na EP Grand Royal)
- Omar Rodríguez-López – gitara basowa
- Isaiah Ikey Owens – instrumenty klawiszowe
- Jeremy Michael Ward – efekty dźwiękowe, sample, wokal (zm. 2003)

## Dyskografia
Albumy studyjne
- ¡Megaton Shotblast! (2001)
- Légende du Scorpion à Quatre Queues (2001)

EP
- De Facto (1999)
- 456132015 (2001)
- How Do You Dub? You Fight For Dub. You Plug Dub In. (2001)